# 扁掌龍屬
扁掌龍屬（學名：Plioplatecarpus）是滄龍科的一屬，生存於白堊紀晚期，約7300至6800萬年前。

## 敘述

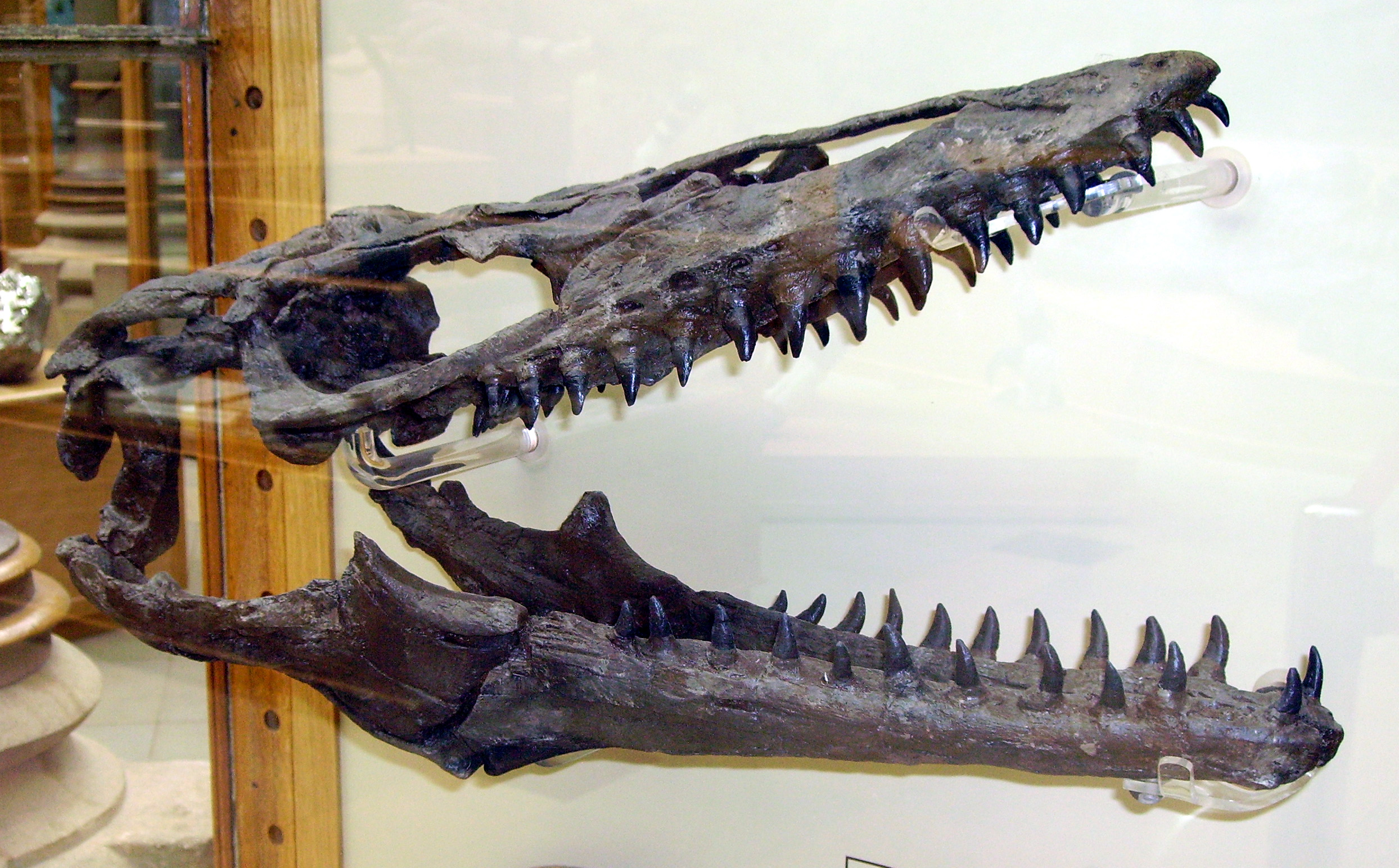
牛津大學自然史博物館的扁掌龍頭顱骨

與其他滄龍科相比，扁掌龍的眼睛相當大，而頭部較短。扁掌龍的牙齒彎曲，數量約12顆，比大部分滄龍類還少。扁掌龍可能以小型動物為食。

## 發現與地理分佈
扁掌龍的模式標本是在1882年發現，由古生物學家路易斯·道羅（Louis Dollo）發現於歐洲。這個化石相當不完整，但後來出土更多扁掌龍化石。
滄龍科的化石大多散佈於全球。扁掌龍的化石已在堪薩斯州、阿拉巴馬州、密西西比州、北達科塔州、南達科塔州、懷俄明州、加拿大、瑞典、荷蘭等地發現。